# Hypochrysops delos
Hypochrysops delos är en fjärilsart som beskrevs av Waterhouse och Charles Lyell 1914. Hypochrysops delos ingår i släktet Hypochrysops och familjen juvelvingar. Inga underarter finns listade i Catalogue of Life.